# Íñigo (historietista)
Ignacio Hernández Suñer,  Iñigo,  fue un historietista e ilustrador español, nacido el 30 de noviembre de 1924 y fallecido el 19 de noviembre de 2015.

## Biografía
Iñigo entró en editorial Bruguera a finales de los años cincuenta, trabajando en revistas como Sissi y Can Can.
A principios de los sesenta, creó para Creaciones Editoriales la serie muda y erótica Lola, que llegaría a ser distribuida en medio mundo y contaría con su propia publicación en España.

## Obra
| Años | Título                                         | Guionista           | Publicación |
| ---- | ---------------------------------------------- | ------------------- | ----------- |
|      | Mari Pily y Leopoldino, un matrimonio muy fino |                     |             |
|      | Lola                                           | Iñigo               |             |
| 1981 | Trotamundo                                     | Armando Matías Guiu | Zipi y Zape |

En 1950  El Archivo de Arte de Barcelona publica  El Ingenioso Hidalgo Don Quijote de la Mancha en 4 tomos que es una adaptación del texto y biografía por Sebastián Juan Arbó con ilustraciones de Iñigo 